# Juan José Martínez Riera
Juan José Martínez Riera (Palma de Mallorca, 22 de abril de 1991), conocido popularmente como Juanjo Martínez, es un político y geógrafo mallorquín, y coordinador general de Izquierda Unida de las Islas Baleares.

## Biografía
Nacido en Palma, desde temprana edad Juanjo Martínez ha participado en movimientos políticos y sociales diversos. Es también columnista en las web de notícias El Periscopi.com y Diario Progresista, así como en el periódico digital dbalears.cat , el Diario de Mallorca y, ocasionalmente, en el Diario Público y Mundo Obrero.

### Trayectoria política
En junio de 2012 entró a militar en EUIB y ya en agosto de ese año pasó a desempeñar la secretaría de comunicación de Joves d'EUIB, cargo en el que continuó hasta 2016. En septiembre de 2012 entró a formar parte de la gestora del Consejo de la Juventud de las Islas Baleares (justo tras su supresión como organismo público el 31 de agosto), siendo elegido en marzo de 2013 secretario de la junta directiva de la Federación CJIB. A principios de 2013, fue elegido coordinador del área de territorio, medio ambiente y transportes de EUIB. En 2015 fue también elegido vicepresidente de la Federación CJIB, cargo que ostentó hasta el año 2016, momento en el que pasó a desepeñar el cargo de coordinador general de EUIB.
En las elecciones municipales e insulares de 2015 fue candidato al Ayuntamiento de Palma de Mallorca como número 6 y al Consejo Insular de Mallorca como número 11 por las candidaturas Guanyem Palma y Guanyem Mallorca respectivamente.
El 23 de abril de 2016 fue elegido coordinador general de EUIB tras la salida de Manel Carmona del cargo. En las elecciones generales de junio de 2016 fue candidato al Senado por Mallorca dentro de la candidatura Units Podem MÉS (Podemos-EUIB-MÉS) que formaba parte a nivel estatal de la coalición Unidos Podemos, obteniendo 76.092 votos (21,23%) y quedando en cuarta posición, a cerca de 8.000 votos de resultar elegido.
En las elecciones municipales de 2019, Martínez fue designado asesor del Grupo Municipal de Unidas Podemos Palma.
En 2021, la Asamblea General de la organización aprobó su reelección como coordinador general de EUIB (hasta 2025).
En 2025 fue expulsado de SUMAR por acusaciones de abuso sexual. 